# Кочкор-Ата
Кочкор-Ата (кирг. Кочкор-Ата) — город в Ноокенском районе Джалал-Абадской области Кыргызстана.

## История
Посёлок Кочкор-Ата был основан в 1952 году. Статус города районного подчинения получил 1 июня 2003 года.

## География
Город размещён на равнине (600—800 метров над уровнем моря). Расположен вдоль трассы Ош — Бишкек в 525 км от Бишкека, в 56 км — от центра области Джалал-Абада, в 13 км — от районного центра Масы, в 16 км — от границы Узбекистана.

## Климат
Климат — умеренно континентальный. Характерны умеренно тёплая зима, сухое и умеренно жаркое лето. Средняя температура в январе — −2 °C, июле — около +30 °C. Годовое количество осадков составляет 300—400 мм.

## Население
На 1 января 2017 года численность населения составляла 25 656 человек, а на начало 2003 года — 18 114 человек, из них киргизы — 11 344 (67,4 %), узбеки — 4342 (25,8 %), русские — 202 (1,2 %), другие национальности — 943 (5,6 %).